# Karel Kaers
Karel Kaers (Vosselaar, 3 de junio de 1914 - Amberes, 20 de diciembre de 1972) fue un ciclista belga, que fue profesional entre 1933 y 1948. Especialista en pruebas de un día, consiguiendo 49 victorias. En 1934 se proclamó el campeón del mundo más joven de la historia, al ganarlo en Leipzig a los 20 años. También ganó el Tour de Flandes de 1939 y el campeonato nacional belga de 1937.

## Palmarés
- 1933

1º en Vosselear
1º en Oostende
- 1934

 Campeón del Mundo de ciclismo en ruta
1º en Amberes
1º en Blankenberge
1º en Kontich
1º en Ossendrecht
1º en Sombreffe
1º en el Critérium de Zúrich
- 1935

1º en el Gran Premio del 1 de Mayo
1º en Acht van Chaam
- 1936

1º en Acht van Chaam
1º en Anvers
1º en Bar-le-Duc
1º en Muizen
1º en Schaarbeek
- 1937

 Campeón de Bélgica en ruta
1º en el Premio Nacional de Clausura
1º en Brasschaat
1º en el Circuito de París
1º en el Gran Premio del 1 de Mayo
1º en Amberes
1º en Bar-le-Duc
1º en el Critérium de Zúrich
- 1938

1º en Acht van Chaam
1º en el Critérium de Bruselas
1º en Wouw
1º en los Seis días de París (con Albert Billiet)
Vencedor de una etapa de la París-Saint Etienne
- 1939

 Campeón de Bélgica de persecución
1º en el Tour de Flandes
1º en el Premio Torpedo
1º en el Critérium de Lieja
1º en los Seis días de Londres (con Omer De Bruycker)
1º en los Seis días de Copenhague (con Omer De Bruycker)
- 1940

1º en Malines
1º en el Critérium de Bruselas
1º en los Seis días de Bruselas (con Omer De Bruycker)
- 1941

1º en el Circuito de les Regiones Flamencas
1º en el Critérium de Namur
- 1942

1º en Kortrijk
1º en Herentals
1º en Hoboken
1º en Namur
1º en Wakken
- 1943

1º en Amberes
1º en Herentals
1º en Ougrée
- 1946

1º en el Critèrium de Zúrich